# Münzstätte Linz

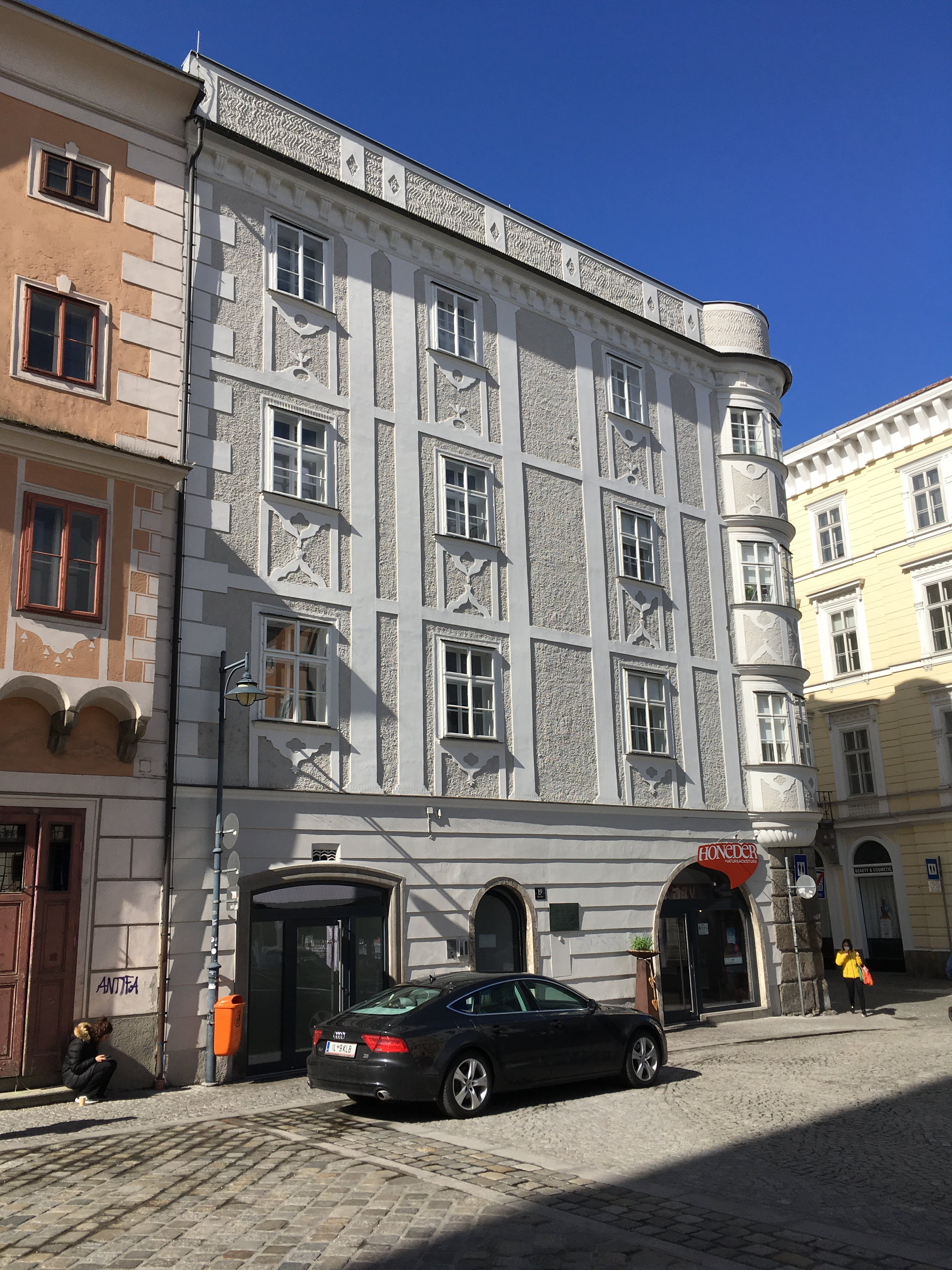
Linz Pfarrplatz 19, ehemaliges Münzhaus

Auf dem Gebiet des heutigen Oberösterreich ist als erste Münzstätte die alte Stadt Enns zwischen 1185 und 1331 urkundlich belegt. Nach der Ausbildung des Landes ob der Enns, in dem Enns nur mehr an der Landesgrenze zu liegen kam, bekam Enns zunehmend Konkurrenz durch Linz. Herzog Albrecht VI. ließ noch sowohl in Linz als auch in Enns Münzen herstellen, aber unter Ferdinand I. gab es in Oberösterreich nur noch die Münzstätte Linz.

## Linzer Münze unter Albrecht VI. (1458–1459)
Herzog Albrecht VI. übernahm 1458 die Herrschaft in Österreich ob der Enns und kümmerte sich umgehend um das Münzwesen. Bereits am 13. Juli 1458 bestellte er Hansmann Beyland (auch Weyland oder Wieland) von Wesel auf sechs Jahre zum Münzmeister „zu Linz oder wo er dies sonst befehlen“ würde. In den vier Münzordnungen Albrechts zwischen Juli 1458 und Oktober 1459 wird einmal Linz und dreimal Enns mit dem Zusatz „oder wo wir das schaffen werden“ genannt, während die dritte oberösterreichische Münzstätte Freistadt nicht ausdrücklich erwähnt wird. Aus den wenigen Münzfunden ist zu schließen, dass in den Jahren 1458 und 1459 in Linz geprägt und die Münzestätte danach nach Enns verlagert wurde. Das Münzhaus in Linz ist leider nicht mehr lokalisierbar, während in Enns das Haus Hauptplatz 19 (heute Museum Lauriacum) dazu diente. Ein genaues Ende der Münzstätte Enns ist derzeit nicht bekannt. Mit dem Tod Albrechts fiel das Land an Friedrich III., unter dem die Ennser Prägetätigkeit bald ausgelaufen sein dürfte.
Nach der Bestimmung Albrechts sollten in Linz Goldgulden, Groschen und Kreuzer erzeugt werden, es wurden aber nur traditionelle Pfennige und Kreuzer geprägt. Nach Erhöhung des Schlagsatzes waren wöchentlich, jeweils am Samstag, 200 Pfund Pfennig an die herzogliche Kammer abzuliefern. Das entspricht etwa einer Produktion von 100.000 Pfund Pfennigen pro Jahr. Die vierte Münzordnung Albrechts senkte andererseits den Münzfuß, wodurch es zu einer Überschwemmung des Landes mit schwarzen Pfennigen kam und niemand mehr die sogenannten Schinderlinge annehmen wollte. Aus diesem Grunde begannen im Jahr 1460 Friedrich III. in Wien und Albrecht VI. in Enns mit der Münzung von Weißpfennigen.
Münzmeister Weyland wurde, weil er sich ohne Erlaubnis des Erzherzogs von seinem Dienst entfernt hatte, im Jahr 1460 festgenommen und nach Konfiszierung seiner Habe wieder freigelassen. Aber auch der Ennser Münzmeister Hans Jäger musste wegen Unregelmäßigkeiten Urfehde schwören und auf seine Besitzungen in Enns und anderswo verzichten.

## Linzer Münze unter Ferdinand I. (1526–1558)

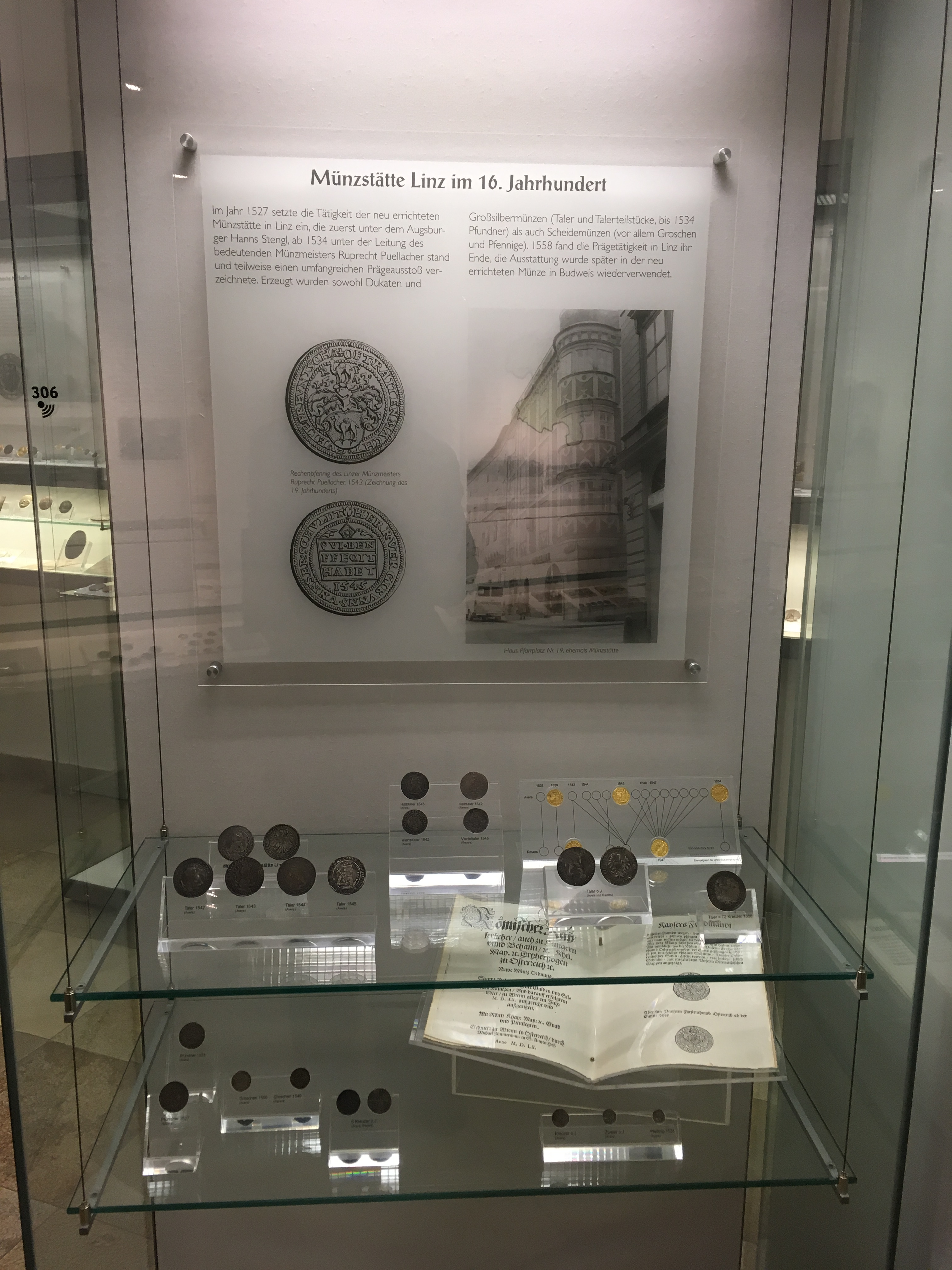
Vitrine zur Münzstätte im Schlossmuseum Linz

Nach Regierungsantritt und Hochzeit im Frühling 1521 begann der spätere Kaiser Ferdinand I. unverzüglich mit einer Neuordnung des Münz- und Geldwesens. Am 15. Februar 1524 publizierte der Wiener Münzmeister Thomas Beheim die für Österreich und Tirol gültige neue Münzordnung, die Ferdinand I. am Esslinger Münztag im Oktober 1524 aber leider nicht reichsweit durchsetzen konnte. Die Schlacht bei Mohács am 29. August 1526 war für die Errichtung der Münzstätte in Linz ausschlaggebend. Denn sowohl der damit verbundene Gebietszuwachs von Böhmen und Westungarn als auch die unmittelbar drohende Türkengefahr verschärfte die Münzfrage weiter. Erzherzog Ferdinand bestellte im Dezember 1526 Münzmeister für Linz und Graz, zwei der insgesamt 19 Münzprägeanstalten während seiner Regierungszeit (Hall, Linz, Wien, Pressburg; St. Veit, Klagenfurt und Graz südlich der Alpen; Joachimstal, Kuttenberg und Prag in Böhmen; Breslau, Teschen, Neusohl, Kremnitz, Kaschau, Nagybanya und Hermannstadt im Osten; Stuttgart und Thann im Westen).

### Linzer Münzmeister
Der Augsburger Hans Stengl (Stängl, Stenngl) wandte sich im Oktober 1526 an Erzherzog Ferdinand mit der Bitte, eine Münzstätte in Linz zu errichten. Er werde die Kosten selber tragen und das nötige Silber für die Münze besorgen. Stengl besaß nämlich eine Silbermine in Krumau, die heranrückenden Osmanen, die Wien 1529 belagerten, störten jedoch Stengls Silberhandel mit Wien und Ofen und brachten ihn in wirtschaftliche Schwierigkeiten. Erzherzog Ferdinand ließ seinerseits Gold und Silber aus Klöstern und Kirchen sammeln und nach Linz bringen. Hans Stengl wurde im Dezember 1526 zum Münzmeister bestellt, hielt sich aber teilweise nicht an die Abmachungen. Die niederösterreichische Kammer bemängelte, dass er mindestens die Hälfte in Kleinmünzen auspräge, obwohl nach Münzordnung nur ein Viertel erlaubt sei. Nach vielen weiteren Beschwerden wurde Stengl 1534 abberufen.
Der neue Münzmeister Ruprecht Puellacher, der schon 1531 als Schmiedmeister in Linz erwähnt worden war, kaufte Silber aus den Krumauer Gruben von Jobst und Peter Rosenberg. Der vom Herzog geschätzte Puellacher erhielt 1538 die Erlaubnis, auch Goldmünzen zu erzeugen (Goldmünzen wurden damals nur in Wien, Kremnitz, Graz und Klagenfurt hergestellt). Ruprecht Puellacher sprang auch bei Spezialaufträgen zur schnellen Geldbeschaffung ein, so schlug er auf Grund eines Schreibens vom 11. September 1543 aus Prag in aller Eile 1700 Goldmünzen zur Zufriedenheit des Landesfürsten. Im Jahr 1545 wurde Ruprecht Puellacher nach Joachimstal befördert, wohin er mit seiner Familie übersiedelte. Er behielt jedoch weiterhin auch seine Münzmeisterstelle in Linz, für die sein Bruder Wolfgang Puellacher als Verwalter bestellt wurde. Der Abgang von Ruprecht Puellacher führte zusammen mit dem neuen Reichsfuß (Festlegung des Feingehaltes durch die 2. Reichsmünzordnung von 1551) jedoch zum Niedergang der Linzer Münze und 1558 schließlich zur vollständigen Einstellung der Münztätigkeit, im Jahr in dem Ferdinand I. zum Kaiser proklamiert wurde und genau hundert Jahre nach Beginn der Linzer Münze. Das „Münzgezeug“ wurde 1569 ins alte Dominikanerkloster nach Budweis gebracht, wohin die Prager Münzer vor der in Prag grassierenden Pest geflohen waren und wo bis 1611 Münzen geprägt wurden.

### Linzer Münzschreiber
Der Landesfürst behielt sich die Bestellung eines Münzschreibers vor. Dieser hatte die Silberlieferungen aufzuzeichnen, die Güsse zu kontrollieren und versiegelte Proben aufzubewahren, die nur auf Befehl des Herzogs oder der niederösterreichischen Kammer geöffnet werden durften. Der Münzschreiber sollte im Münzhaus selbst oder in dessen Nachbarschaft wohnen, um jederzeit sein Amt ausüben zu können. Am 22. Dezember 1526 erhielt Jakob Hartmann seine Instruktion als Münzschreiber. Im Jahr 1528 folgten ihm Sigmund Petinger und wenige Monate später Wolfgang Grünthaler nach.

### Linzer Münzen

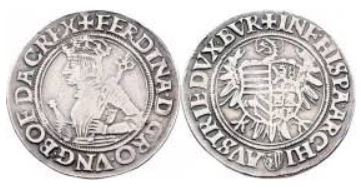
Linzer Taler ohne Jahresangabe

Aus der Zeit Stengls stammen Pfundner (12 Kreuzer), Sechser (6 Kreuzer), Kreuzer, Zweier (2 Pfennige) und Pfennige. Ab 1534 wurden in Linz auch Groschen (3 Kreuzer) erzeugt. Ab 1536 wurden Taler und Halbtaler aus dem angelieferten Silber geprägt. Seit 1538 sind Linzer Goldmünzen belegt. Ab 1542 kam der Vierteltaler hinzu.
Alle Münzen, mit Ausnahme der Kreuzer, Zweier und Pfennige, zeigen auf dem Avers ein Brustbild des nach links oder rechts blickenden Ferdinand mit Krone und im Harnisch, der in der einen Hand das Zepter und mit den abgewandten Hand den Schwertknauf hält. Die Umschrift zeigt folgenden Text, wobei die kursiv gesetzten Buchstaben wegen Platzmangel auf manchen Münzen fehlen, die normal gedruckten Buchstaben aber stets geprägt wurden:
```
 FE
R
DINA
ND
 D G RO
M H
VN
G
 BO
E
 D
AL
 C
RO ETC
 RE
X
```

Diese Zeichen stehen für:
```
 Ferdinandus Dei Gratia Romanorum Ungariae Boemiae Dalmatiae Croatiae Etcetera Rex
 Ferdinand, aus Gottes Gnaden 
König von Rom
, Ungarn, Böhmen, Dalmatien, Kroatien etc.
```

Auf dem Revers ist der stets nach links blickende Adler mit dem obderennsischen Wappen abgebildet, und es findet sich folgende Umschrift:
```
 IN
F
 HIS
PA
 ARCH
I
D
VX
 AVST
RIE
 DVX BV
RGVN
```

Das bedeutet:
```
 Infans Hispaniarum, Archidux Austriae, Dux Burgundiae
 Spanischer 
Infant
, Erzherzog von Österreich, Herzog von 
Burgund
```

Schöne Sammlungen von Linzer Münzen befinden sich im Linzer Schlossmuseum, im Münzkabinett des Kunsthistorischen Museums und in der numismatischen Sammlung des Historischen Museums in Wien.
Im Münzhandel tauchen laufend immer wieder neue Varianten der Linzer Gepräge auf. Die Unterschiede befinden sich hier meistens in den Avers- oder Reversumschriften, selten auch im Münzbild selbst (z. B. eine Dezentrierung des Landeswappens).

### Übersicht der geprägten Nominale
Dukaten: Erst ab Ende 1538 erhielt die Linzer Münzstätte das Recht, Dukaten zu prägen. Alle heute bekannten Dukaten wurden in den Jahren 1538–1539, 1543–1547 sowie 1554 geprägt. Beim Exemplar aus dem Jahre 1554 handelt es sich um ein Unikat, das sich heute im Münzkabinett vom Linzer Schlossmuseum befindet.
Taler: Die ersten Linzer Taler, auch Laubrandtaler genannt, wurden 1536 in Linz geprägt. Im Jahre 1539 kam es zu einer sehr geringen Emission, bevor es zu einer zirka zweijährigen Prägepause kam. Erst ab 1542 kam es wieder zur Prägung (datierter) Taler, die vorerst bis 1546 andern sollte. Der Großteil aller Taler zwischen 1546 und 1554 sind undatiert, die einzige Ausnahme hierbei bildet ein 1550 datierter Aversstempel. Der letzte Ausstoß an Talern erfolgte im Jahre 1556.
Halbtaler: Die Prägung der Halbtaler verläuft nahezu äquivalent zu der der Taler, jedoch in viel geringerem Ausmaß. Die datierten Halbtaler stammen aus den Jahren 1536, 1542 und 1545, die undatierten aus dem Zeitraum von 1546 bis 1554. Aus dem Jahre 1556 existiert ein halber Reichstaler.
Vierteltaler: Die datierten Vierteltaler, auch „Orter“ oder „Örtner“ genannt, wurden lediglich zwischen 1542 und 1544 geprägt. Der mehrheitlich undatierte Rest lässt sich ebenfalls auf den Zeitraum von 1546 bis 1554 eingrenzen. Der Ausstoß an Vierteltalern war wesentlich geringer als der Ausstoß an Halbtalern.
Pfundner: Nur zwischen 1527 und 1534 wurden Pfundner geprägt, dafür aber in sehr großen Mengen. Hervorzuheben ist dabei, gerade zu Beginn, die meist außerordentlich große Prägung des oberösterreichischen Landeswappens, was bei den anderen Nominalen meist kleiner ist.
Sechser: Zahlreiche undatierte Exemplare können, dank der Umschriften, in den Zeitraum von 1527 bis 1529 eingegrenzt werden. Einzige Ausnahme ist ein Stück vom Kunsthistorischen Museum Wien, das wegen der Umschrift und Königskrone eindeutig dem Jahre 1530 zuzuordnen ist.
Groschen: Die Groschenprägung ein in Linz verhältnismäßig oft geprägtes Nominal. Zwischen 1534 und 1539 sowie 1545 und 1554 wurde eine enorme Zahl an Groschen in den Umlauf gebracht. Die Prägepause zwischen 1539 und 1545 ist wohl auf das Prägeverbot der guthaltigen Silbermünzen von 1539 zurückzuführen. Zwischen 1556 und 1558 kommt es zur letzten Prägewelle, bevor die Münzstätte Linz allmählich ihr Ende findet.
Kreuzer: Der Kreuzer ist das zweitseltenste Nominal der Linzer Münzstätte. Die bekannten Objekte sind undatiert, vermutet wird jedoch eine Prägung in den Jahren 1532 und 1533, die mit der Oppelner Erbschaft in Zusammenhang stehen könnte. Auch eine Umprägung des in der Erbschaft vorhandenen Bargeldes und die damit einhergehende Erklärung der Wahl des Nominales, lässt sich nur vermuten.
Zweier: Der Zweier ist die mit Abstand seltenste Münze, die unter Ferdinand I. in Linz geprägt wurde. Die Datierung ist hierbei mit den Prägejahren 1532 und 1533 eindeutig gesichert. Da der Zweier aber auch ein unübliches Nominal für Oberösterreich darstellt, ist auch hier ein Zusammenhang mit der Oppelner Erbschaft durchaus plausibel. Aktuell ist die Existenz von lediglich drei Zweiern gesichert. Zwei davon liegen im Kunsthistorischen Museum Wien, diese datieren auf 1532 und 1533, einer liegt im Münzkabinett des Linzer Schlossmuseums, dessen Jahreszahl ist aufgrund der schlechten Erhaltung nicht eindeutig abzulesen.
Pfennig: Eine der häufigsten Linzer Münzen ist, wenig überraschend, das kleinste Nominal. Gerade zwischen 1527 und 1538 war die Emission der Pfennige exorbitant hoch. Die Anzahl der später geprägten Pfennige aus den Jahren 1550, 1551 und 1556 war vergleichsweise gering.

### Linzer Münzhaus
Das ehemalige Münzhaus befindet sich am Pfarrplatz 19, Ecke Rathausgasse 10. Richtung Osten lag der Friedhof der Stadtpfarrkirche (jetzt der gepflasterte Pfarrplatz). Am 20. November 1573 verkaufte Ruprecht Puellachers noch lediger Sohn Georg als Bevollmächtigter seiner Mutter, der Witwe Anna Puellacher, gemeinsam mit weiteren in Regensburg und Straubing ansässigen verwandten Erben das Münzhaus. Nach 1620 wurden die beiden mittelalterlichen Häuser (Münze und Kasten) vereint. Um 1735 erhielt das Haus seine heutige barocke Fassade. Das Haus liegt unweit von Johannes Keplers Wohnhaus und besitzt einen schönen dreigeschoßigen Runderker mit vier eng zusammengerückten Fenstern in jedem Stockwerk.

## Wiederbelebungsversuch 1612
Die oberösterreichischen Stände, die 1612 Johannes Kepler als Landeskartograph beschäftigten und 1615 mit Hans Planck den ersten Drucker des Landes bestellten (dessen Nachfolger Crispinus Voytlender die immer noch publizierte Linzer Zeitung gründete), hatten auch Interesse an der Wiederbelebung der heimischen Münzstätte. Landrat Hanns Wilhelm von Zelking richtete Anfang 1612 eine Anfrage an den Budweiser Münzmeister Christoph Mattighofer, dessen Münzstätte im Jahr zuvor nach den Verwüstungen durch das Passauer Kriegsvolk aufgelöst worden war. Mattighofer erstellte ein Gutachten für die Stände und warb für die gewinnbringende Einrichtung einer Münzstätte in Linz. Eine Stellungnahme der Stände ist leider nicht bekannt, aber Christoph Mattighofer starb am 19. Juni 1613 völlig verschuldet, sodass sein Besitz verkauft wurde. Der Versuch der Wiedererrichtung der Linzer Münzstätte scheiterte damit endgültig.